# Liste der österreichischen Gesundheitsminister
Der österreichische Gesundheitsminister ist der für Gesundheitspolitik zuständige Minister Österreichs. Die aktuelle Amtsinhaberin seit 3. März 2025 ist Korinna Schumann.

## Zum Ressort
Das Ressort wurde 1918, während des Ersten Weltkriegs, in der Amtszeit des Ministeriums Hussarek, der vorletzten Regierung im österreichische Länder (Cisleithanien) genannten westlichen Teil Österreich-Ungarns, als k.k. Ministerium für Volksgesundheit gegründet, das erste solche Ministerium in Europa. Das Ministerium wurde per 27. Juli 1918 eingerichtet, der erste Minister, Ivan Horbaczewski, von Kaiser Karl I. am 30. Juli 1918 ernannt. Horbaczewski hatte, mit den Vorbereitungsarbeiten für das neue Ressort betraut, schon der Vorgängerregierung, dem Ministerium Seidler, seit 30. August 1917 als Minister ohne Geschäftsbereich angehört.
Da die Monarchie im Herbst 1918 zerfiel, wurden die Minister vom Kaiser in einer seiner letzten Amtshandlungen am 11. November 1918 enthoben und keine Nachfolger mehr ernannt. Am 30. Oktober 1918 war ohne Beteiligung des Kaisers der neue, vom 12. November 1918 an republikanische österreichische Staat (damals Deutschösterreich genannt) gegründet und die erste Regierung eingesetzt worden. Dabei wurde das Staatsamt für Volksgesundheit geführt. Dann gingen die Agenden 1920 an das in den Notzeiten wichtigere Staatsamt/Bundesministerium für Volksernährung, 1923 an das Bundesministerium für soziale Verwaltung, 1945–49 wieder an den Bundesminister für Volksernährung.
In der Republik Österreich wurden die Gesundheitsagenden vom Sozialministerium wahrgenommen, bis 1972 von Bruno Kreisky in der Bundesregierung Kreisky II wieder ein eigenes Ministerium dafür eingerichtet wurde. Seither war das Portefeuille durchwegs mit anderen Ressorts kombiniert, 2008–16 gab es wieder einen Minister ausschließlich für Gesundheitsangelegenheiten.

## Liste

### Minister und Staatssekretäre für Volksgesundheit
- Johann (Ivan) Horbaczewski, Minister für Volksgesundheit: 30. August 1917 Minister ohne Portefeuille, seit 30. Juli 1918 Volksgesundheitsminister bis 11. November 1918
- Ignaz Kaup, deutschösterreichischer Staatssekretär (Ministerrang) für Volksgesundheit: 30. Oktober 1918–15. März 1919 (ab 15. März 1919 ohne Titel mit der Fortführung der Agenden betraut, 20. März 1919 Sektionschef)
- Julius Tandler: 9. Mai 1919–10. November 1920 in der Staatsregierung Mayr I Unterstaatssekretär, 10.–20. November 1920 in der Bundesregierung Mayr I Staatssekretär für Volksgesundheit

Im weiteren Sinne werden auch die Minister für Volksernährung 1920–23 (Alfred Grünberger, Rudolf Buchinger, jeweils betraut) und 1945–47 (Hans Frenzel, Otto Sagmeister) und die diversen Staatssekretäre in Ministerrang zu den Vorgängern der Gesundheitsminister gezählt.

### Bundesminister und - innen und Staatssekretärinnen und -sekretäre für Gesundheit
| Name                       | Partei | Amtsantritt   | Amtsende          | Zuständigkeit |
| -------------------------- | ------ | ------------- | ----------------- | --- |
| Ingrid Leodolter           | SPÖ    | 2. Feb. 1972  | 8. Okt. 1979      | Bundesministerin für Gesundheit und Umweltschutz |
| Hertha Firnberg            | SPÖ    | 8. Okt. 1979  | 5. Nov. 1979      | mit der Leitung des Bundesministeriums für Gesundheit und Umweltschutz betraut |
| Herbert Salcher            | SPÖ    | 5. Nov. 1979  | 20. Jän. 1981     | Bundesminister für Gesundheit und Umweltschutz |
| Kurt Steyrer               | SPÖ    | 20. Jän. 1981 | 17. Dez. 1985     | Bundesminister für Gesundheit und Umweltschutz |
| Franz Kreuzer              | SPÖ    | 17. Dez. 1985 | 21. Jän. 1987     | Bundesminister für Gesundheit und Umweltschutz |
| Marilies Flemming          | ÖVP    | 21. Jän. 1987 | 31. März 1987     | mit der vorläufigen Leitung des Bundesministeriums für Gesundheit und Umweltschutz betraut |
| Franz Löschnak             | SPÖ    | 1. Apr. 1987  | 2. Feb. 1989      | Bundesminister für Gesundheit und öffentlichen Dienst |
| Harald Ettl                | SPÖ    | 2. Feb. 1989  | 3. Apr. 1992      | Bundesminister für Gesundheit und öffentlicher Dienst (bis 17. Dezember 1990) Bundesminister im Bundeskanzleramt (von 17. Dezember 1990 bis 1. Februar 1991) Bundesminister für Gesundheit, Sport und Konsumentenschutz (ab 1. Februar 1991)                                                    |
| Michael Ausserwinkler      | SPÖ    | 3. Apr. 1992  | 17. März 1994     | Bundesminister für Gesundheit, Sport und Konsumentenschutz |
| Christa Krammer            | SPÖ    | 17. März 1994 | 27. Jän. 1997     | Bundesministerin für Gesundheit, Sport und Konsumentenschutz (bis 1. Jänner 1995) Bundesministerin für Gesundheit und Konsumentenschutz (ab 1. Jänner 1995) |
| Eleonora Hostasch          | SPÖ    | 28. Jän. 1997 | 4. Feb. 2000      | mit der Leitung des Bundesministeriums für Gesundheit und Konsumentenschutz betraut (bis 14. Februar 1997) Bundesministerin für Arbeit, Gesundheit und Soziales (ab 15. Februar 1997) |
| Elisabeth Sickl            | FPÖ    | 4. Feb. 2000  | 24. Okt. 2000     | Bundesministerin für Arbeit, Gesundheit und Soziales (bis 31. März 2000) Bundesministerin für soziale Sicherheit und Generationen (ab 1. April 2000) |
| Reinhart Waneck            | FPÖ    | 4. Feb. 2000  | 25. Juni 2004     | Staatssekretär im Bundesministerium für Arbeit, Gesundheit und Soziales (bis 31. März 2000) Staatssekretär im Bundesministerium für soziale Sicherheit und Generationen (von 1. April 2000 bis 28. Februar 2003) Staatssekretär im Bundesministerium für Gesundheit und Frauen (ab 1. Mai 2003) |
| Herbert Haupt              | FPÖ    | 24. Okt. 2000 | 30. Apr. 2003     | Bundesminister für soziale Sicherheit und Generationen |
| Maria Rauch-Kallat         | ÖVP    | 1. Mai 2003   | 11. Jän. 2007     | Bundesministerin für Gesundheit und Frauen |
| Andrea Kdolsky             | ÖVP    | 11. Jän. 2007 | 2. Dez. 2008      | Bundesministerin für Gesundheit und Frauen (bis 28. Februar 2007) Bundesministerin für Gesundheit, Familie und Jugend (ab 1. März 2007) |
| Alois Stöger               | SPÖ    | 2. Dez. 2008  | 1. Sep. 2014      | Bundesminister für Gesundheit, Familie und Jugend (bis 31. Jänner 2009) Bundesminister für Gesundheit (ab 1. Februar 2009) |
| Sabine Oberhauser          | SPÖ    | 1. Sep. 2014  | 23. Feb. 2017 (†) | Bundesministerin für Gesundheit (bis 30. Juni 2016) Bundesministerin für Gesundheit und Frauen (ab 1. Juli 2016) |
| Alois Stöger               | SPÖ    | 24. Feb. 2017 | 7. März 2017      | mit der Fortführung der Verwaltung des Bundesministeriums für Gesundheit und Frauen betraut |
| Pamela Rendi-Wagner        | SPÖ    | 8. März 2017  | 18. Dez. 2017     | Bundesministerin für Gesundheit und Frauen |
| Beate Hartinger-Klein      | FPÖ    | 18. Dez. 2017 | 22. Mai 2019      | Bundesministerin für Gesundheit und Frauen (bis 7. Jänner 2018) Bundesministerin für Arbeit, Soziales, Gesundheit und Konsumentenschutz (ab 8. Jänner 2018) |
| Walter Pöltner             | Unabh. | 22. Mai 2019  | 3. Juni 2019      | Bundesminister für Arbeit, Soziales, Gesundheit und Konsumentenschutz |
| Brigitte Zarfl             | Unabh. | 3. Juni 2019  | 7. Jän. 2020      | Bundesministerin für Arbeit, Soziales, Gesundheit und Konsumentenschutz |
| Rudolf Anschober           | GRÜNE  | 7. Jän. 2020  | 19. Apr. 2021     | Bundesminister für Arbeit, Soziales, Gesundheit und Konsumentenschutz (bis 28. Jänner 2020) Bundesminister für Soziales, Gesundheit, Pflege und Konsumentenschutz (ab 29. Jänner 2020) |
| Wolfgang Mückstein         | GRÜNE  | 19. Apr. 2021 | 8. März 2022      | Bundesminister für Soziales, Gesundheit, Pflege und Konsumentenschutz |
| Johannes Rauch             | GRÜNE  | 8. März 2022  | 3. März 2025      | Bundesminister für Soziales, Gesundheit, Pflege und Konsumentenschutz |
| Korinna Schumann           | SPÖ    | 3. März 2025  |                   | Bundesministerin für Soziales, Gesundheit, Pflege und Konsumentenschutz (bis 31. März 2025) Bundesministerin für Arbeit, Soziales, Gesundheit, Pflege und Konsumentenschutz (ab 1. April 2025)                                                                                                  |
| Ulrike Königsberger-Ludwig | SPÖ    | 3. März 2025  |                   | Staatssekretärin im Bundesministerium für Soziales, Gesundheit, Pflege und Konsumentenschutz (bis 31. März 2025) Staatssekretärin im Bundesministerium für Arbeit, Soziales, Gesundheit, Pflege und Konsumentenschutz (ab 1. April 2025)                                                        |